# Rusheen McDonald
Rusheen McDonald (Mandeville, 17 augustus 1992) is een Jamaicaans sprinter. Hij nam tweemaal deel aan de Olympische Spelen.

## Biografie
In 2012 nam McDonald een eerste keer deel aan de Olympische Spelen. Hij geraakte niet verder dan de reeksen.
In 2013 nam McDonald deel aan de wereldkampioenschappen. Samen met Javon Francis, Edino Steele en Omar Johnson behaalde hij de zilveren medaille op de 4 × 400 m estafette. Individueel kwam hij niet verder dan de halve finale.
In 2016 nam hij opnieuw deel aan de Olympische Spelen, die nu in Rio de Janeiro plaatsvonden. Hij kwam uit op zowel de 400 m als de 4 × 400 m estafette. Individueel eindigde McDonald op de zesde plaats in zijn halve finale, waarmee hij zich niet kon kwalificeren voor de finale. Op het estafette-onderdeel verging het hem wel beter. Het Jamaicaanse team kwalificeerde zich in een tijd van 2.58,29 voor de finale. McDonald nam echter niet deel aan de finale, waarin Peter Matthews, Nathon Allen, Fitzroy Dunkley en Javon Francis de zilveren medaille veroverden, achter het Amerikaanse viertal. Vanwege zijn deelname in de reeksen ontving ook McDonald de zilveren medaille.

## Persoonlijke records
Outdoor
| Onderdeel | Prestatie        | Datum             | Plaats   |
| --------- | ---------------- | ----------------- | -------- |
| 100 m     | 10,53 (+0,7 m/s) | 25 maart 2017     | Kingston |
| 200 m     | 20,57 (+1,2 m/s) | 23 mei 2015       | Kingston |
| 300 m     | 31,94            | 13 september 2015 | Rieti    |
| 400 m     | 43,93 (NR)       | 23 augustus 2015  | Peking   |

Indoor
| Onderdeel | Prestatie | Datum            | Plaats       |
| --------- | --------- | ---------------- | ------------ |
| 400 m     | 47,05     | 10 februari 2023 | Fayetteville |

## Palmares

### 400 m
- 2012: 4e in reeksen OS - 46,67 s
- 2015: 6e in ½ fin. WK - 44,86 s
- 2016: 6e in ½ fin. OS - 46,12 s

Diamond League-resultaten
- 2023:  Memorial Van Damme - 44,84 s

### 4 × 400 m
- 2013:  WK - 2.59,88
- 2014: 4e Gemenebestspelen - 3.02,17
- 2015: 4e WK - 2.58,51
- 2015: 4e IAAF World Relays - 3.00,23
- 2016:  OS[1]
- 2019:  IAAF World Relays - 3.01,57
- 2019: 6e Pan-Amerikaanse Spelen - 3.06,83
- 2023: 4e WK - 2.59,34
- 2025:  WK indoor - 3.05,05